# Stanton County (Kansas)
Stanton County ist ein County im Bundesstaat Kansas der Vereinigten Staaten. Der Verwaltungssitz (County Seat) ist Johnson City. Das U.S. Census Bureau hat bei der Volkszählung 2020 eine Einwohnerzahl von 2084 ermittelt.
Das County gehört zu den Dry Countys, was bedeutet, dass der Verkauf von Alkohol eingeschränkt oder verboten ist.

## Geographie
Das County liegt fast im äußersten Südwesten von Kansas, grenzt im Westen an Colorado, ist im Süden etwa 45 km von Oklahoma entfernt und hat eine Fläche von 1761 Quadratkilometern ohne nennenswerte Wasserfläche. Es grenzt in Kansas im Uhrzeigersinn an folgende Countys: Hamilton County, Kearny County, Grant County, Stevens County und Morton County.

## Geschichte
Stanton County wurde am 17. Juni 1887 gebildet. Benannt wurde es nach Edwin M. Stanton, einem US-amerikanischen Politiker und Kriegsminister unter US-Präsident Abraham Lincoln.

## Demografische Daten
Nach der Volkszählung im Jahr 2000 lebten im Stanton County 2406 Menschen. Davon wohnten 55 Personen in Sammelunterkünften, die anderen Einwohner lebten in 858 Haushalten und 638 Familien im Stanton County. Die Bevölkerungsdichte betrug 1 Einwohner pro Quadratkilometer. Ethnisch betrachtet setzte sich die Bevölkerung zusammen aus 84,4 Prozent Weißen, 0,6 Prozent Afroamerikanern, 1,2 Prozent amerikanischen Ureinwohnern, 0,2 Prozent Asiaten und 12,5 Prozent aus anderen ethnischen Gruppen; 1,1 Prozent stammten von zwei oder mehr Ethnien ab. 23,7 Prozent der Bevölkerung waren spanischer oder lateinamerikanischer Abstammung.
Von den 858 Haushalten hatten 40,2 Prozent Kinder unter 18 Jahren, die mit ihnen gemeinsam lebten. 63,5 Prozent waren verheiratete, zusammenlebende Paare, 6,8 Prozent waren allein erziehende Mütter und 25,6 Prozent waren keine Familien. 22,6 Prozent aller Haushalte waren Singlehaushalte und in 9,0 Prozent lebten Menschen mit 65 Jahren oder darüber. Die Durchschnittshaushaltsgröße betrug 2,74 und die durchschnittliche Familiengröße betrug 3,21 Personen.
30,8 Prozent der Bevölkerung waren unter 18 Jahre alt. 8,4 Prozent zwischen 18 und 24 Jahre, 28,3 Prozent zwischen 25 und 44 Jahre, 19,5 Prozent zwischen 45 und 64 Jahre und 13,0 Prozent waren 65 Jahre alt oder älter. Das Durchschnittsalter betrug 34 Jahre. Auf 100 weibliche Personen kamen 104,1 männliche Personen. Auf 100 erwachsene Frauen ab 18 Jahren kamen 103,2 Männer.
Das jährliche Durchschnittseinkommen eines Haushalts betrug 40.172 USD, das Durchschnittseinkommen einer Familie betrug 46.300 USD. Männer hatten ein Durchschnittseinkommen von 30.236 USD, Frauen 21.250 USD. Das Prokopfeinkommen betrug 18.043 USD. 10,7 Prozent der Familien und 14,9 Prozent der Bevölkerung lebten unterhalb der Armutsgrenze.

## Orte im County
- Big Bow
- Johnson
- Julian
- Manter
- Saunders

Townships
- Big Bow Township
- Manter Township
- Stanton Township